# Mar del Plata Aquarium
Mar del Plata Aquarium fue uno de los oceanarios más importantes de Argentina, situado junto al Faro Punta Mogotes en Mar del Plata. Poseía una gran variedad de delfines, lobos marinos, pingüinos, peces y aves exóticas y autóctonas. Los visitantes podían participar en las exhibiciones, charlas y recorridos de los distintos hábitats.

## Historia
Diseñado por los arquitectos Haydeé Pérez Maraviglia y Carlos Mariani, abrió sus puertas el 9 de julio de 1993 y a finales de 2018 Grupo Dolphin, la compañía líder en el mundo de hábitats con delfines, anunció su adquisición. El parque Aquarium Mar del Plata, está situado en el principal destino turístico de verano de Argentina y es uno de los parques más visitados en ese país. Aquarium Mar del Plata es la primera adquisición en Sudamérica para Grupo Dolphin, zona en donde planea expandirse en los próximos años. El Grupo Dolphin anunció el cierre definitivo del oceanario el 26 de febrero de 2025. La fecha prevista para el cierre es el 31 de marzo de 2025.

## Educación
Aquarium contó con programas de Visitas Educativas pensados y diseñados para brindar diferentes alternativas a cada nivel educativo. Estos contaban con un recorrido didáctico y recreativo por el acuario para comprender la biología y las interrelaciones entre los animales marinos y su medio ambiente.

## Centro de Rehabilitación de Fauna Marina Aquarium Mar del Plata
El CRFM es un área creada para dar marco a las actividades de investigación, educación y protección del medio ambiente, desarrolladas por el Acuario. Se encuentra emplazado en la costa del Atlántico Sud-occidental, siendo la estación de recuperación de fauna marina más austral del continente americano y está implantada en una zona de aparición de fauna marina en estado traumático durante todo el año. 
Funciona desde 1994 desarrollando proyectos de conservación in situ, dirigidos al tratamiento de ejemplares de fauna marina encontrados con problemas para sobrevivir. Los mismos reciben asistencia médico-veterinaria para su rehabilitación y posterior reinserción en su medio natural. Habitualmente se reciben llamados advirtiendo sobre algún animal en problemas. En respuesta el personal profesional del CRFM evalúa el caso y determina si debe realizarse un trasladado o si la atención puede darse en el lugar. En algunos casos se recepcionan derivaciones de organismos oficiales y en otros son traídos por personas particulares.  
Rehabilitación de Fauna Marina
Animales que ingresan con mayor frecuencia: 
- Pingüinos empetrolados: las especies de pingüinos que se reciben son: Pingüino magallánico (Spheniscus magellanicus)Pingüino saltarín (Eudyptes chrysocome) y Pingüino rey  (Aptenodytes patagonicus)
- Pinnípedos: las especies más frecuentes de ingreso al Centro son: el Lobo marino de un pelo (Otaria byronia) y el Lobo marino de dos pelos o Lobo peletero (Arctocephalus australis).
- Cetáceos: las especies de cetáceos que han sido tratadas en el Centro son: Delfín oscuro (Lagenorhynchus obscurus), Delfín común (Delphinus delphis), Delfín mular (Tursiops truncatus),  Delfín del Río de la Plata (Pontoporia blainvillei), Cachalote enano (Kogia simus) y  Zifio (Mesoplodon hectori).
- Tortugas Marinas: cuatro especies de tortugas marinas tienen distribución cercana, ellas son Tortuga verde (Chelonia mydas) Tortuga carey (Eretmochelys imbricata), Tortuga cabezona (Caretta caretta) y Tortuga laúd (Dermochelys coriacea).
- Otras aves marinas y costeras: en este grupo incluimos distintas especies de aves como Gaviota cangrejera (Larus atlanticus), Gaviota cocinera  (Larus dominicanus) Gaviota capucho café (Larus maculipennis), Gaviotín (Sterna hirundinacea), Petrel gigante (Macronectes giganteus) y Albatros ceja negra  (Thalassarche melanophrys).

## Servicios y atracciones
Servicios
- Estacionamiento de asfalto
- Accesibilidad y sillas de ruedas para visitantes con discapacidad que puedan requerirlas.
- Patio de comidas
- Tienda de regalos, recuerdos, souvenirs y fotografía.
- Plaza blanda
- Balneario privado: "Playa Aquarium" (diciembre - enero - febrero - marzo)

Atracciones
- Entre las actividades interactivas, exhibiciones y hábitats, se encuentran:
- Delfines
- Lobos Marinos de uno y dos pelos
- Aves
- Lémures
- Aves del cañadón
- Acuario de peces
- Albergue para pingüinos
- Tortugario
- Hábitat de lobos y elefantes marinos
- Laguna Pampeana
- Teatro del mar
- Centro de Rehabilitación de Fauna Marina

Actividades interactivas
- Cuidador por un día
- Encuentro con Delfines
- Inmersión con Tiburones
- Encuentro con Lobos Marinos
- Bucear con Peces